# 1914 în artă
← 1911 în artă — 1912 în artă — 1913 în artă ——  1914 în artă  —— 1915 în artă — 1916 în artă — 1917 în artă →
1914 în artă implică o serie de evenimente:

## Evenimente

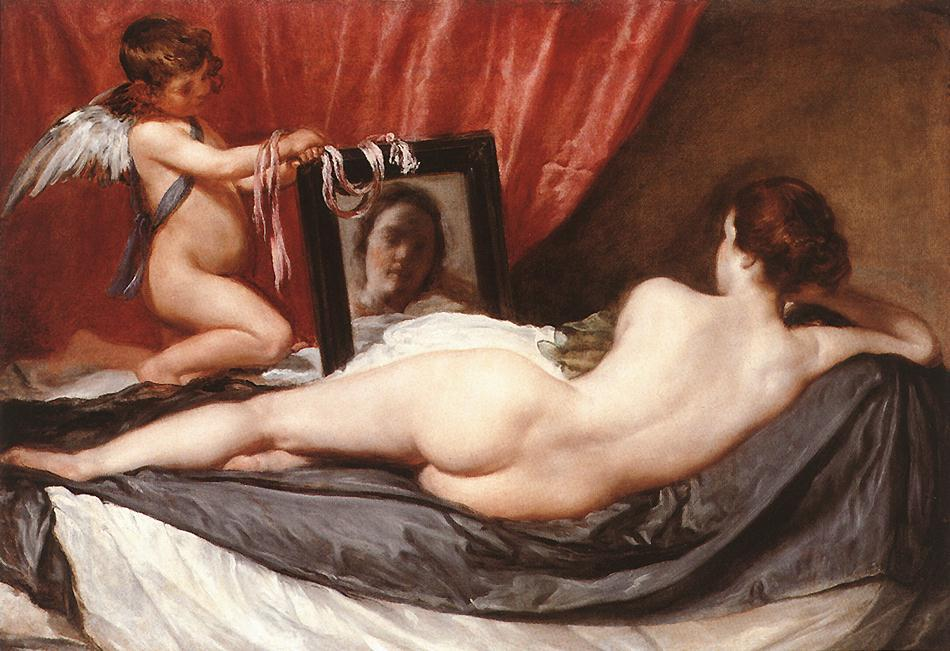
Pictura Toaletarea lui Venus sau Rokeby Venus — terminată în 1644 de Diego Velázquez (1599 – 1660) — a fost deteriorată de sufrageta Mary Richardson la 10 martie 1914.

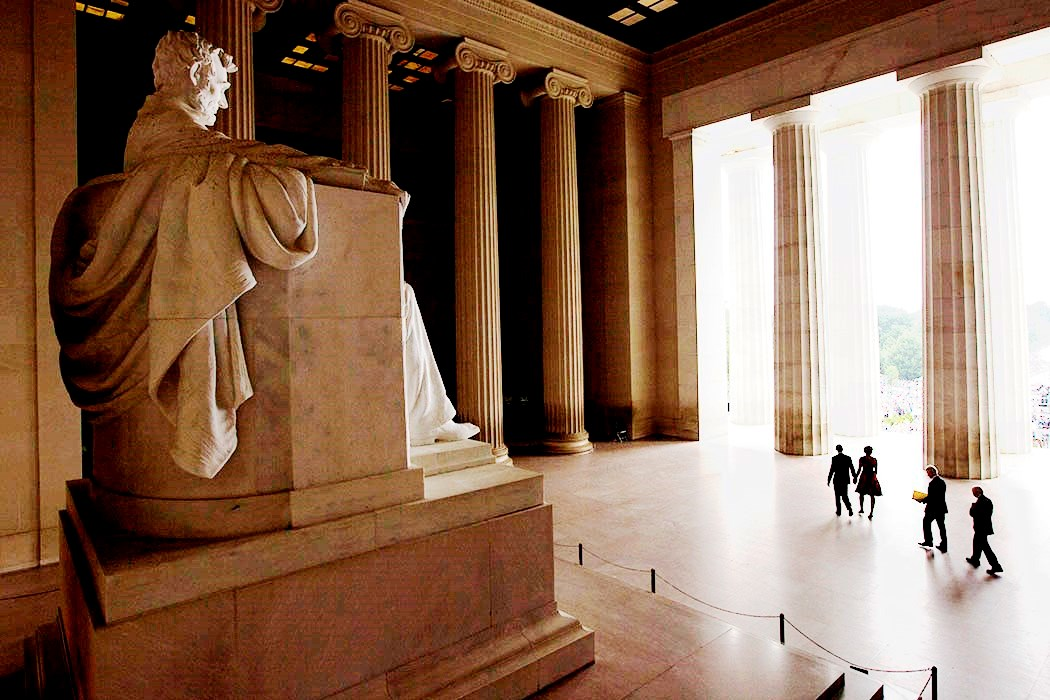
Lincoln Memorial — Statuia lui Abraham Lincoln realizată de sculptorul american Daniel Chester French, concesionată în 1914 și dezvelită în 1922.

### Evenimente artistice oriunde
- 31 ianuarie – Galeria de artă Art Gallery of Hamilton este fondată.[1]
- Martie – Grupul de la Londra (The London Group) își ține prima lor expoziție la Goupil Gallery.
- Martie - Iunie – Centrul de arte Rebel Art Centre este activ în Londra, fiind condus de Wyndham Lewis și alții.[2]
- 10 martie – Sufrageta Mary Richardson deteriorează pictura lui Velázquez, Diego cunoscută sub numele de Rokeby Venus (pictată în jur de circa 1644), aflată la National Gallery, London, cu ajutorul unui satâr de carne.[3]
- Aprilie
  - Umberto Boccioni publică viziunea sa futuristă asupra sculpturii, Manifesto tecnico della scultura futurista (Manifest tehnic al sculpturii futuriste), iar mai târziu, în același an, publică cartea Pittura e scultura futuriste (dinamismo plastico) – Pictura și sculptura futuristă (dinamism plastic).
  - August Macke, Louis Moilliet și Paul Klee călătoresc în Tunisia.
- Sculptorul Daniel Chester French este ales de către comitetul de realizare al ansamblului monumental Lincoln Memorial ca să realizeze o statuie a lui Abraham Lincoln pentru Lincoln Memorial în Washington, D.C., Statuia a fost dezvelită în 1922.

## Lucrări

### Lucrări oriunde

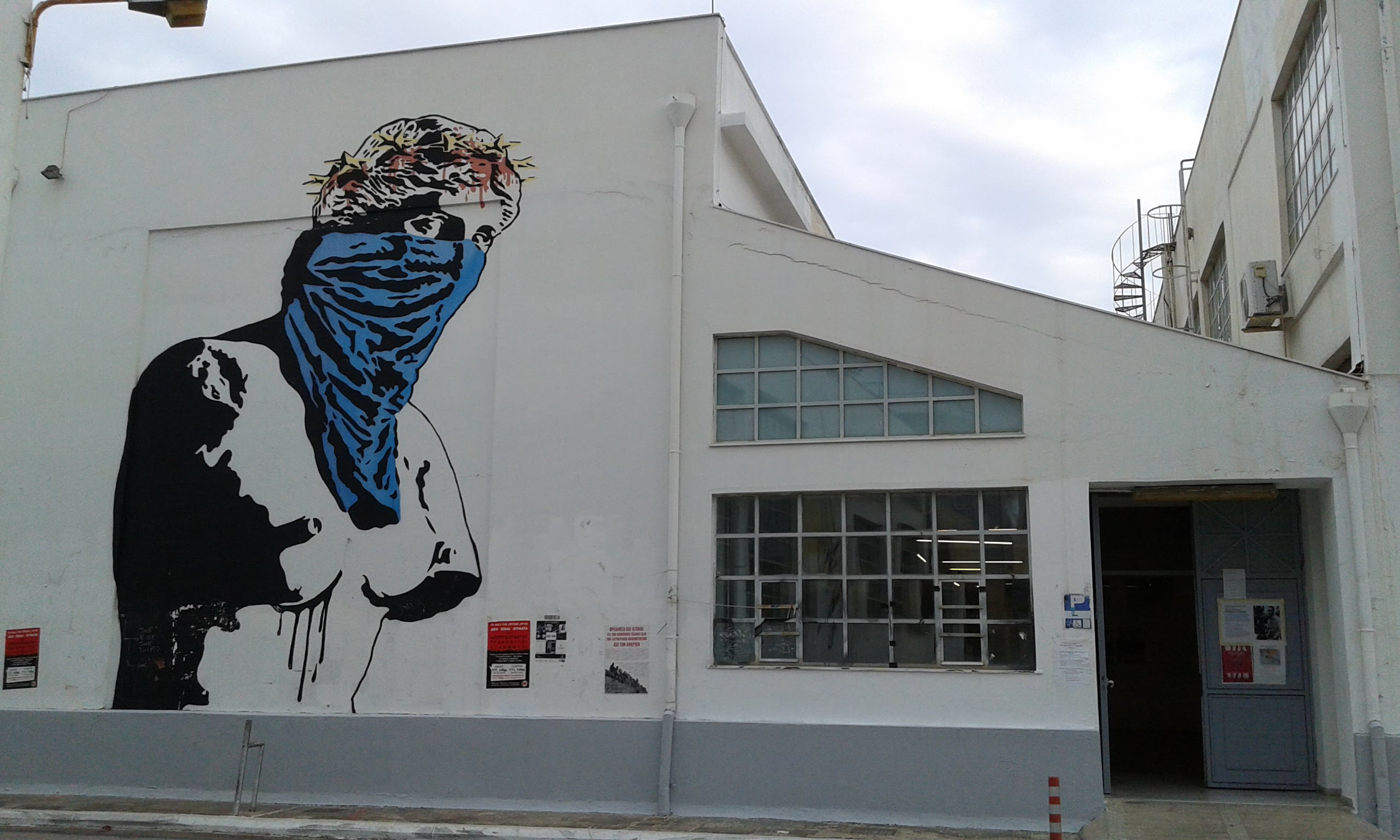
ASFA - Liceul Giorgio de Chirico, pictură murală reprezentând o temă cunoscută a pictorului

#### Picturi
- Umberto Boccioni
  - Il bevitore (Băutorul)
  - I selciatori (Pavatorii străzii)
  - Dinamismo plastico: cavallo + caseggiato (Dinamism plastic - cal + case)
- Pierre Bodard – Lili Boulanger
- David Bomberg – Baia de noroi - The Mud Bath
- Antoine Bourdelle – Centaur murind - Dying Centaur
- John Collier
  - Angela McInnes
  - Clytemnestra (Worcester City Art Gallery & Museum)
- Eugene de Blaas – În apă - In the Water
- Giorgio de Chirico
  - Gara Montparnasse (Melancolia plecării) - Gare Montparnasse (The Melancholy of Departure)
  - Misterul și melancolia unei străzi - The Mystery and Melancholy of a Street
  - Nostalgia poetului - La Nostalgie du poete
  - Cântecul dragostei - The Song of Love (Museum of Modern Art, New York City)

## Nașteri
- Septembrie
  - 11 septembrie – S-a născut Harrison Edward McIntosh, ceramist american, (d. 21 ianuarie 2016)

## Galerie (lucrări din 1914)

Lucrări reprezentative
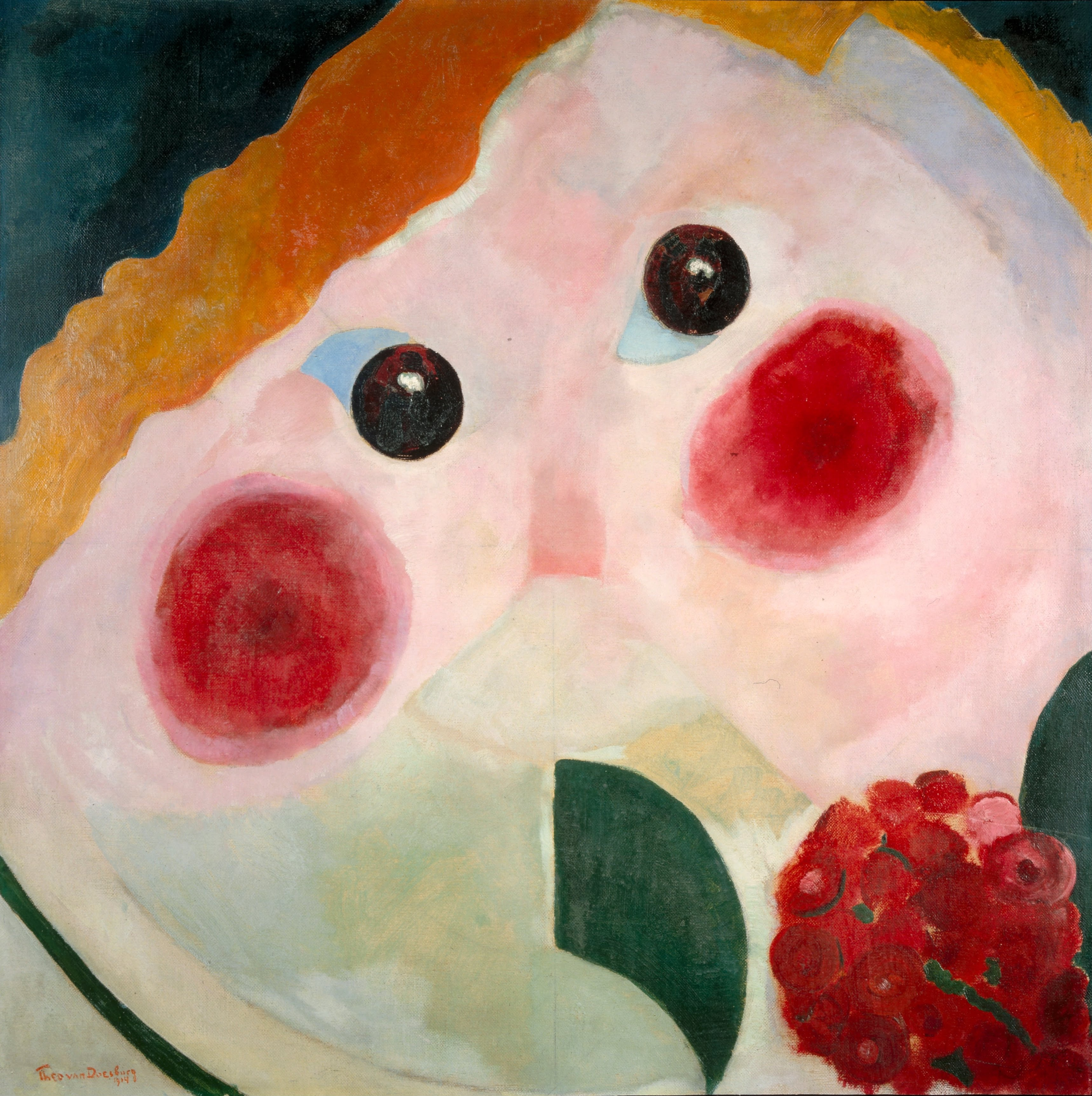
Theo van Doesburg (1883 – 1931) - Fată cu Ranunculus (1914)
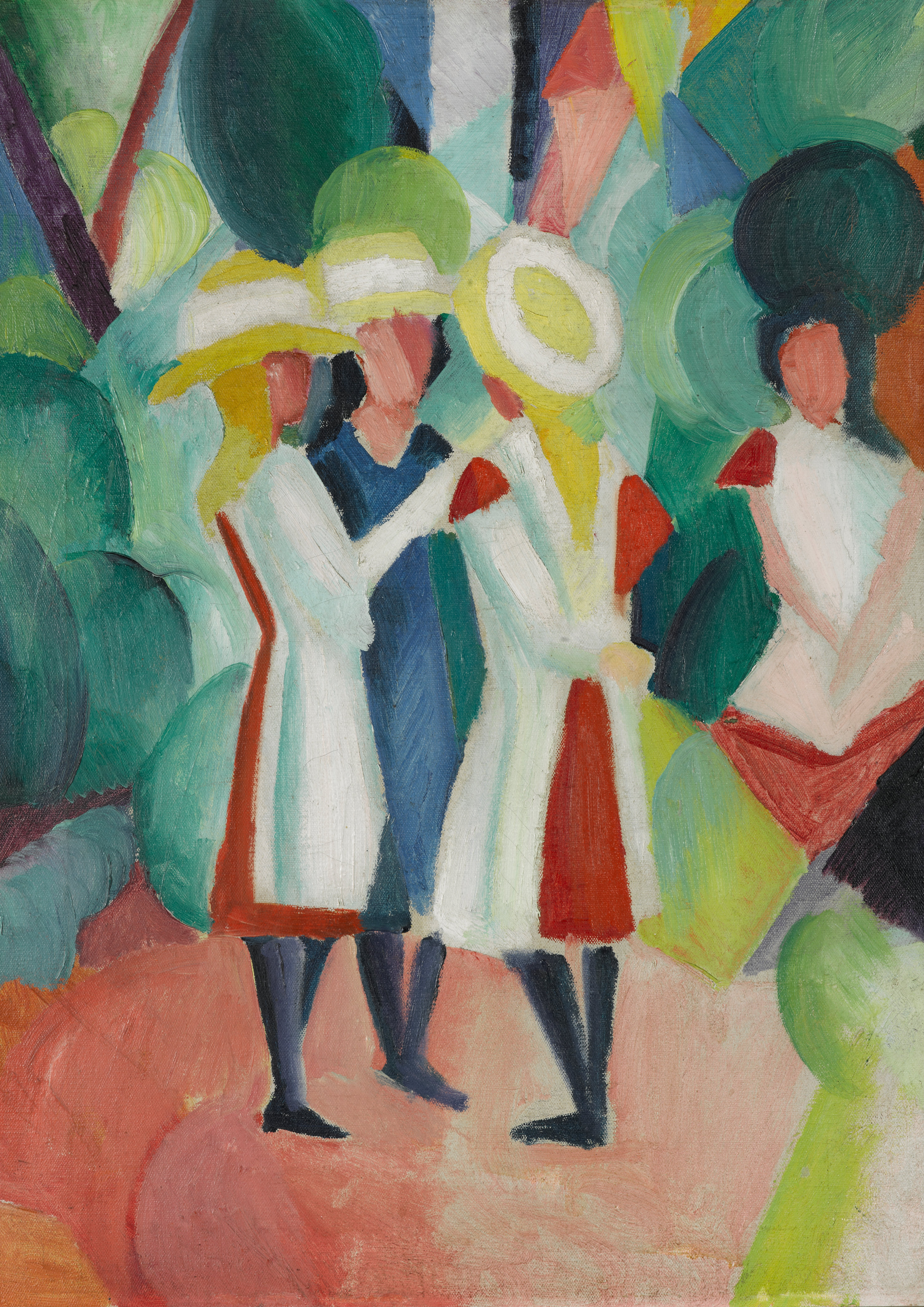
1914 — August Macke (1887 – 1914) - Trei fete cu pălării de paie galbene
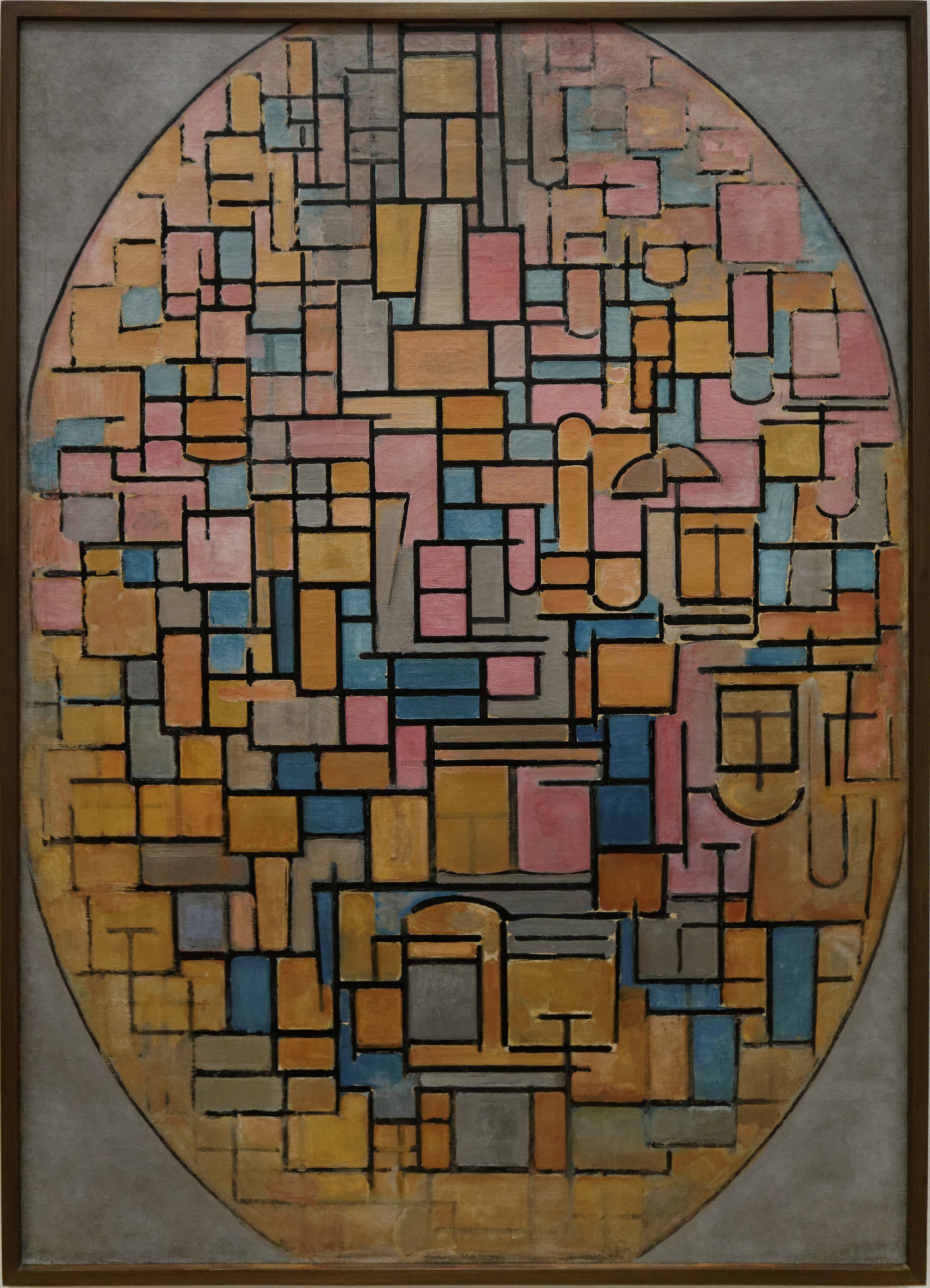
1914 — Piet Mondrian (1872 - 1944) – Tableau III, Compoziție în [formă] ovală (A 24589)
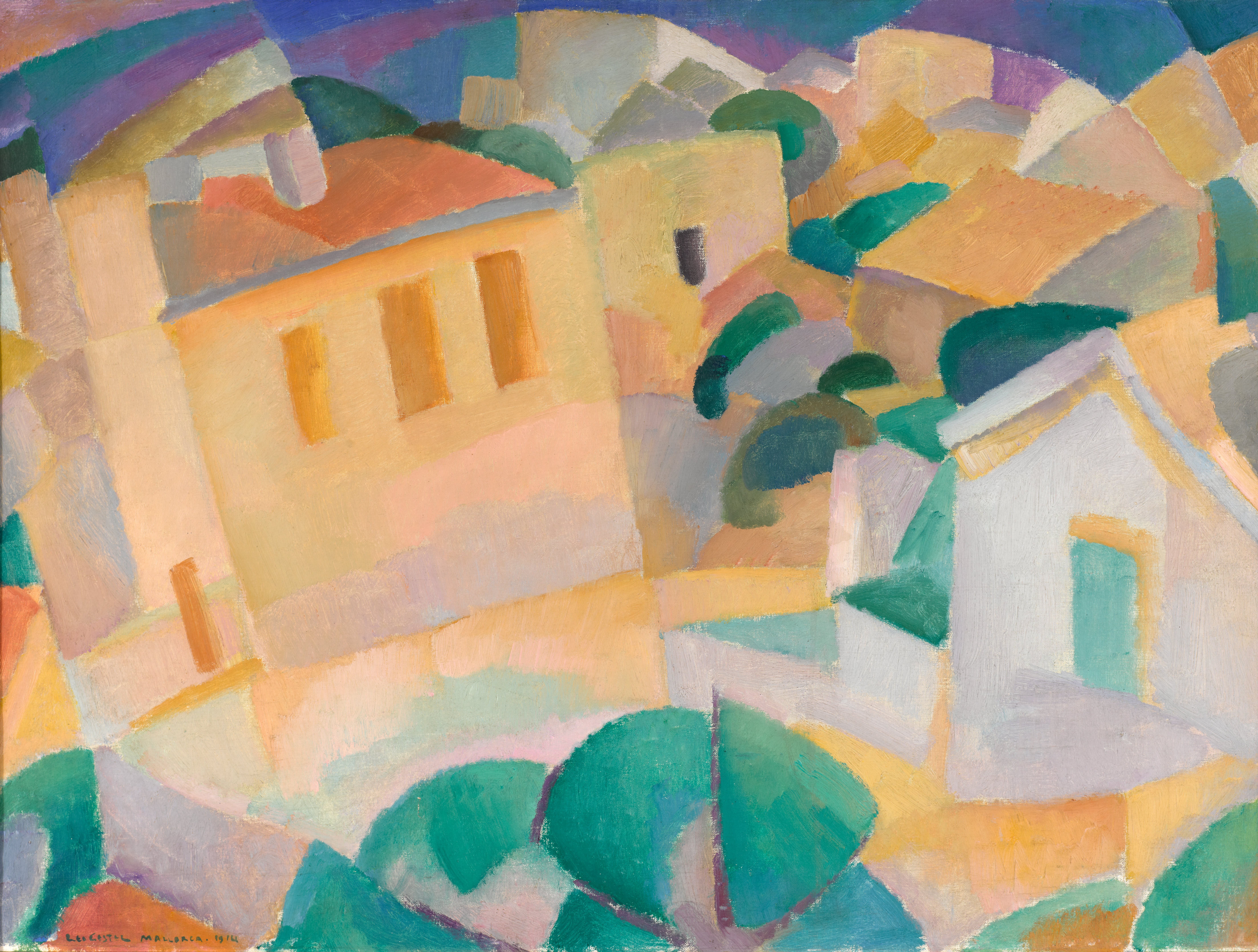
1914 — Leo Gestel (1881 – 1941) - Mallorca, Terreno
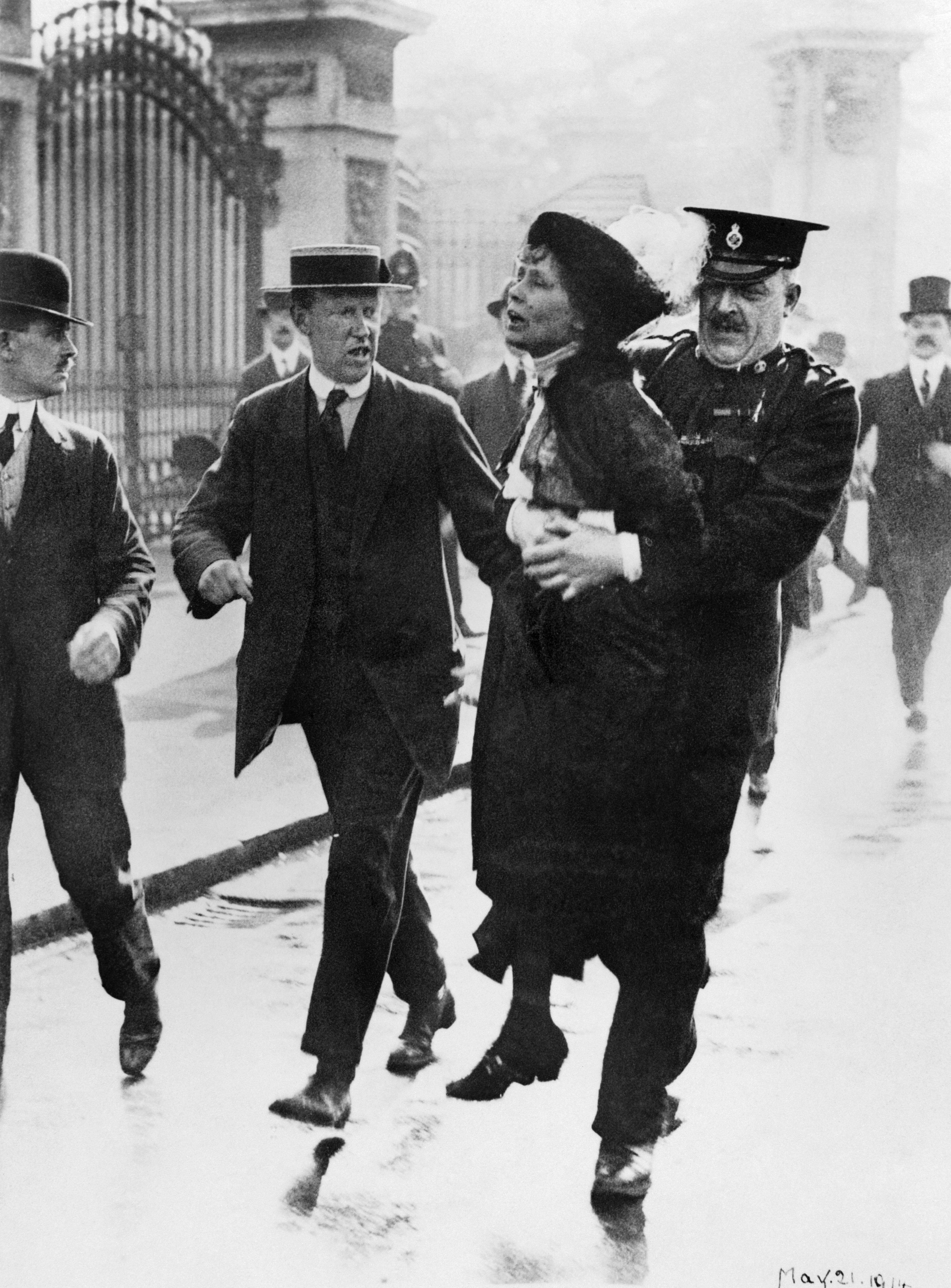
Arestarea doamnei Emmeline Pankhurst, conducătoarea Mișcării Sufragetelor, lângă intrarea Palatului Buckingham, pe când încercase să prezinte o petiție regelui George al V-lea (mai 1914)